# Rifugio Lago Rodella

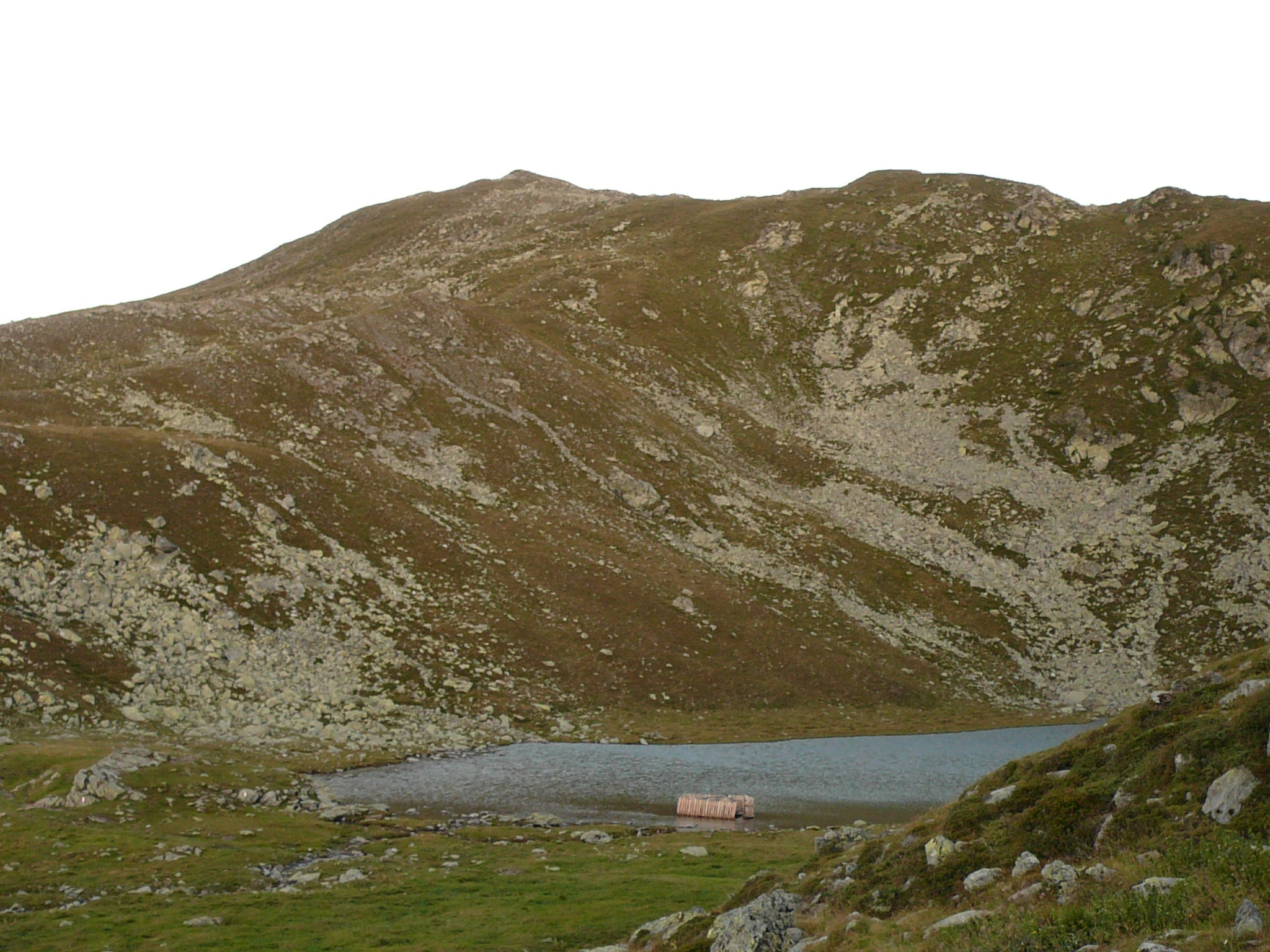
Il monte Pascolo con il lago Rodella

Il rifugio Lago Rodella (in tedesco Radlseehütte) è un rifugio situato in Alto Adige, sotto le vette della Cima Cane (Hundskopf, 2.354 m) e del monte Pascolo, a 2.284 m di altitudine.
Il rifugio è in gestione all'Alpenverein Südtirol della sezione di Bressanone.
Durante la stagione estiva il rifugio è dotato di 24 posti più altri 40. Durante la stagione invernale è invece disponibile un locale di 6 posti.
Il rifugio è dotato di una teleferica per il trasporto del materiale necessario alla sussistenza del rifugio.

## Storia
L'attuale rifugio sorge sulla base di un precedente rifugio privato, la cui costruzione si deve al brissinese Anton Mayr, che nel 1912 iniziò i lavori terminati nel anno successivo.
Il rifugio attrae subito molti escursionisti, sia d'estate che d'inverno (poco usuale allora).
La gestione del rifugio da parte della famiglia Mayr cessò quando la moglie di Mayr optò per la Germania, e il rifugio fu quindi rilevato dall'Ente Tre Venezie.
Durante la seconda guerra mondiale il rifugio fu abbandonato a sé stesso, razziato e distrutto da un incendio doloso.
Agli inizi degli anni '50 si decise di operare una ricostruzione del rifugio. Fu infatti comprato dal comune di Bressanone, che lo cedette poi all'Alpenverein Südtirol.
Nel 1954 poterono quindi iniziare i lavori, che si conclusero anche grazie alla sostanziosa collaborazione della Brigata Alpina Tridentina, con una cerimonia di apertura con oltre 200 persone, il 29 luglio 1956.
Una delle tante saghe dell'Alto Adige racconta che all'interno del vicino lago vi si trovi un pesce enorme, che quando riuscirà a voltarsi indietro, le acque infuriate devasteranno le sottostanti città di Bressanone e Chiusa.

## Accessi
Esistono diversi accessi al rifugio, tra i più comuni:
- da Caredo-Gereuth (1.377 m), una località sopra Tiles (Tils) e Pinzago (Pinzagen), in 3 ore: dal parcheggio di Caredo si prende il sentiero n. 8, che si seguirà fino al rifugio Lago Rodella (2.284 m). Il sentiero non presenta difficoltà, ma varia da terreno ghiaioso, ampie e pianeggianti strade forestali a irti gradini.
- dalla Garner Wetterkreuz (1.411 m) di Caerna (Garn), una località tra Velturno e Latzfons, in 3 ore: dal parcheggio si prende il sentiero n. 10 fino al monte di Caerna. Si attraversano quindi boschi e prati, fino ad oltrepassare il "Munschegg-Steig", quando poi si incontra il sentiero n. 8. Da qui per la vetta del monte si prosegue però non più su un sentiero segnalato, ma su una vistosa traccia che è ben "illuminata" dalla croce in vetta.
- dal parcheggio Kühhof (1.587 m) sopra Latzfons: si prosegue a piedi su una stradina sterrata (sentiero n. 17) fino al rifugio Chiusa al Campaccio (1.920 m). Da qui poi è possibile tagliare a destra sul sentiero n. 5/7, arrivando così sulla cima del Monte del Pascolo.

## Ascensioni
- al monte Pascolo sul sentiero n. 7, in 30 minuti

## Traversate
- al rifugio Chiusa al Campaccio (1.923 m) lungo il sentiero n. 8 in 1,5 ore
- al rifugio Chiusa al Campaccio (1.923 m), attraverso il monte Pascolo (2.436 m), sentiero n. 7, in 2 ore
- al rifugio Santa Croce di Lazfons (2.302 m) attraverso il monte Pascolo, e la forcella di San Lorenzo (2.190 m), in 2,5 ore
- a Scaleres (1.166 m) in 3,5 ore